# Roberte Cusey
Roberte Cusey (Parigi, 18 marzo 1907 – 9 giugno 1946) è stata una modella francese, vincitrice del titolo di Miss Jura 1925 Miss Francia 1926, eletta quattro anni dopo la precedente vincitrice Pauline Pô.
Il termine "Miss Francia" fu ufficialmente inventato nel 1926 da Robert e Jean Cousin. Pertanto Roberte Cusey fu la prima donna a fregiarsi del titolo di "Miss Francia" e non "la donna più bella di Francia."
In seguito si classificò ottava al concorso di Miss Universo.